# 愚谷村

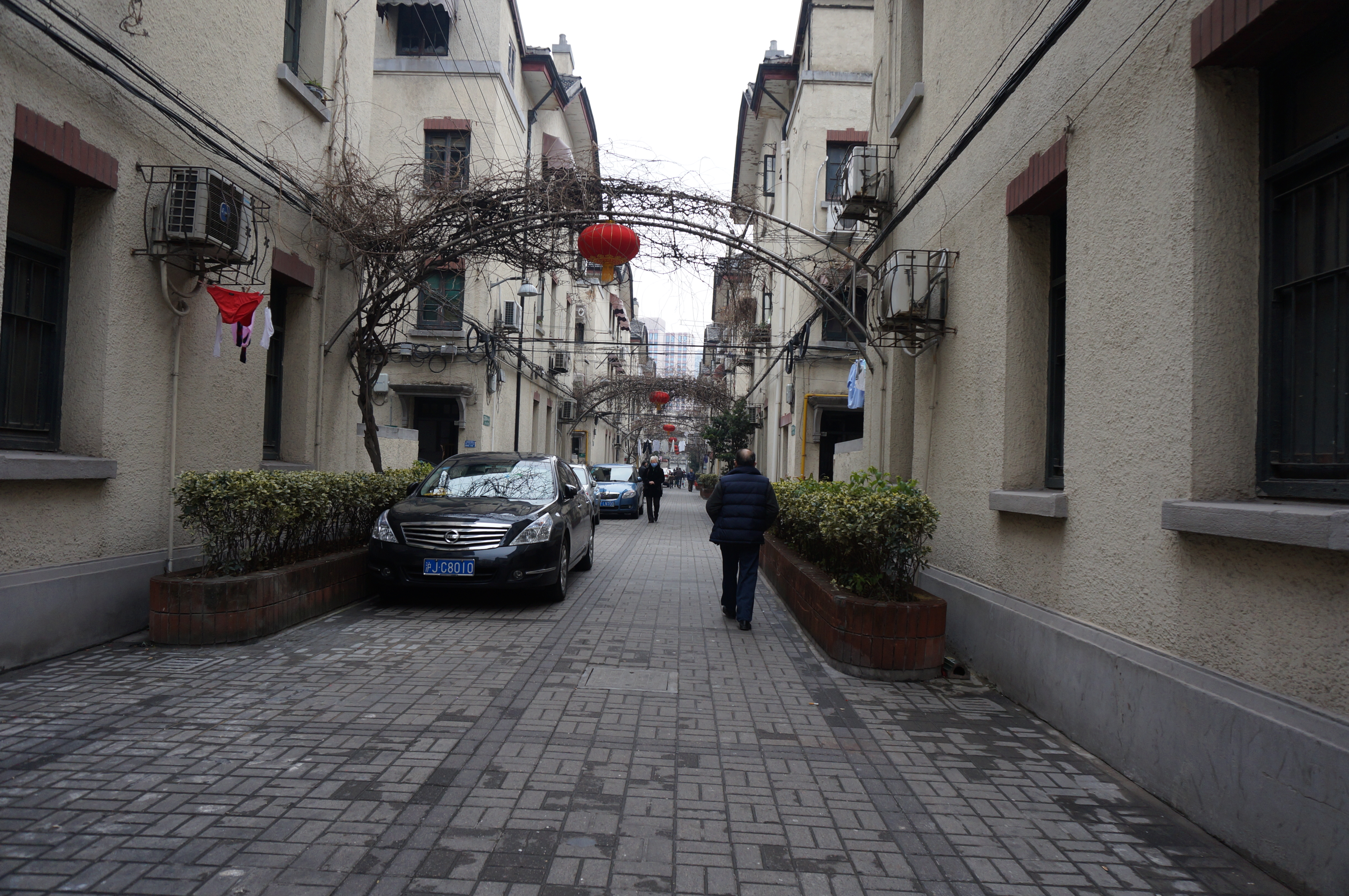
愚谷村

愚谷村是中国上海的历史建筑，新式里弄住宅，位于今静安区愚园路361弄（北门）、南京西路1892弄（南门），乌鲁木齐北路西侧，建于1927年。由陳楚南先生出資,建筑师杨润玉、杨元麟设计。
1994年，愚谷村被列为第二批上海市优秀历史建筑，编号B-Ⅲ-011。